# Gryonoides obtusus
Gryonoides obtusus (лат.) — вид наездников-сцелионид рода Gryonoides из подсемейства Teleasinae. Южная Америка.

## Распространение
Неотропика: Боливия (Южная Америка).

## Описание
Мелкие перепончатокрылые насекомые: длина тела 2—3 мм. Gryonoides obtusus разделяет голую медиальную область латеральной проподеальной области и дорсальную метаплевральную область, а также короткий задний проподеальный выступ (короче, чем ширина) с G. brasiliensis и отличается от этого вида гладким тергитом T3 и дорсально закрытым торулярным треугольником. Самцы G. obtusus имеют общие с G. paraguayensis длинные щетинки на антенне (более чем в 2 раза превышающие ширину жгутика) и отличаются от этого вида коротким задним проподеальным выступом и морщинистым Т3. Имеют два мезоскутеллярных шипика, удлиненный наличник. Предположительно, как и близкие группы, паразитоиды яиц жужелиц. Вид был впервые описан в 2021 году канадским гименоптерологом Любомиром Маснером и американским энтомологом István Mikó.